# 邮件群发
群发邮件是个人或者组织，通过对電子郵件地址的收集，并且使用邮件群发器，大量发送邮件的过程。发送过程是取得了邮件接受者的许可，将是合法的邮件营销。否则则被视为垃圾邮件。